# Victor Stoichita
Victor Ieronim Stoichita (Bucarest, Roménia, 1949), estudou história da arte em Roma, Paris e Munique. Desde 1991, é Professor Catedrático de Historia da Arte Moderna e Contemporânea na Universidade de Freiburg, na Suíça. Encontra-se entre os historiadores e críticos da arte que praticam uma antropologia da imagem.

## Obra
- Victor I. Stoichita (2005), "Como saborear um quadro", ed. J. F. Figueira, trad. R. C. Botelho, in www.proymago.pt, março, 2012.
- Victor I. Stoichita (2008), O Efeito Pigmalião. Para uma antropologia histórica dos simulacros, trad. R. C. Botelho e R. P. Cabral, Lisboa, KKYM, 2012.